# Sulzfluh
Sulzfluh är en bergstopp i Österrike. Den ligger i den västra delen av landet, 500 km väster om huvudstaden Wien. Toppen på Sulzfluh är 2 818 meter över havet, eller 672 meter över den omgivande terrängen. Bredden vid basen är 6,7 km.
Terrängen runt Sulzfluh är bergig åt sydost, men åt nordväst är den kuperad. Närmaste större samhälle är Bludenz, 15,8 km norr om Sulzfluh. 
Trakten runt Sulzfluh består i huvudsak av gräsmarker. Runt Sulzfluh är det glesbefolkat, med 14 invånare per kvadratkilometer.